# Синенькие (Петровский район)
Синенькие — село в Петровском районе Саратовской области, центр одноимённого сельского округа, куда входят деревни Рузаевка и Рязановка.
Село основано в 1860 году, население 541 чел. Расположено в восточной части района, на берегу реки Медведица.
2 сентября 2010 года в результате лесного пожара в селе сгорело 18 жилых домов.